# Cementerio Santa Ifigenia

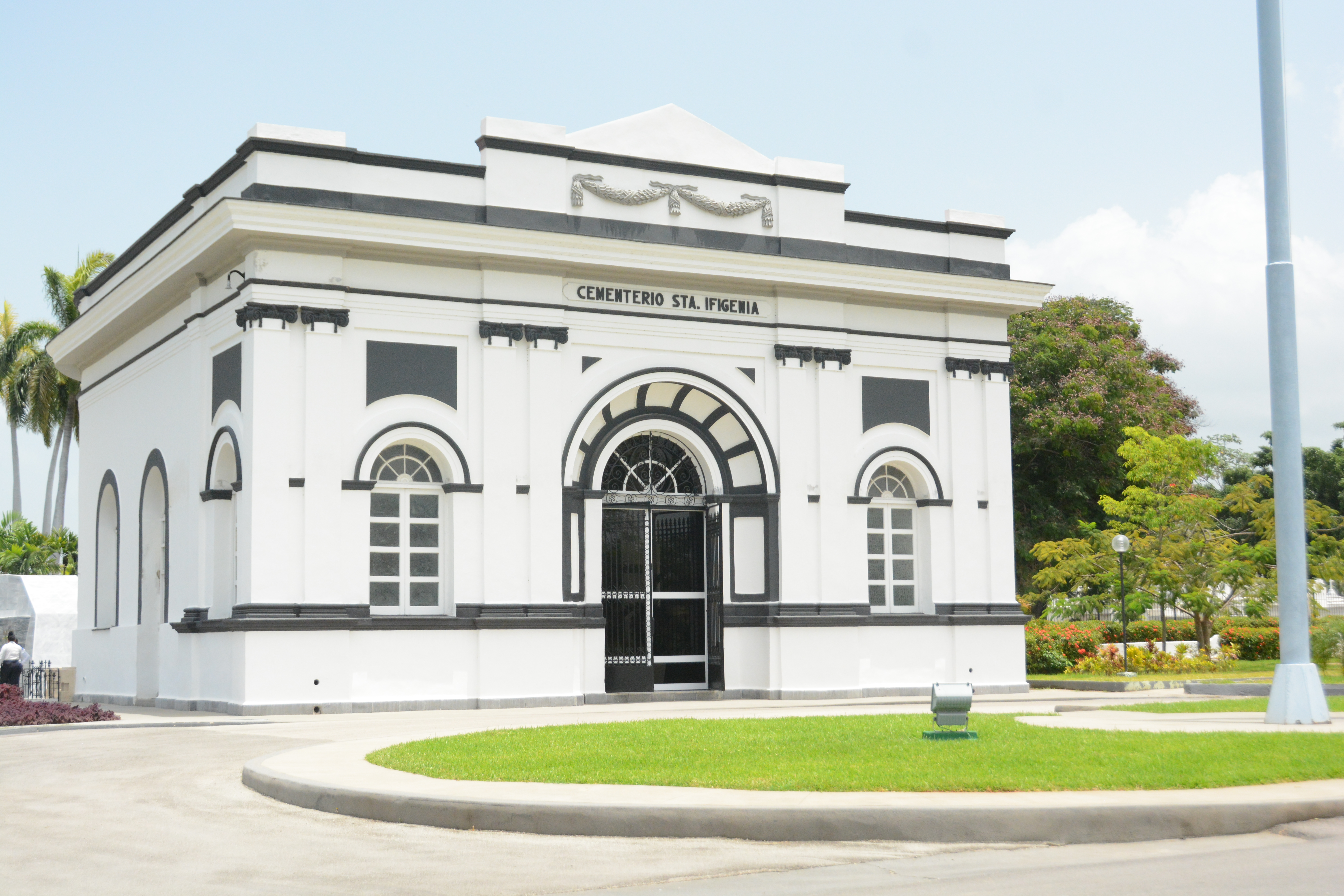
Hauptportal des Friedhofes Santa Ifigenia

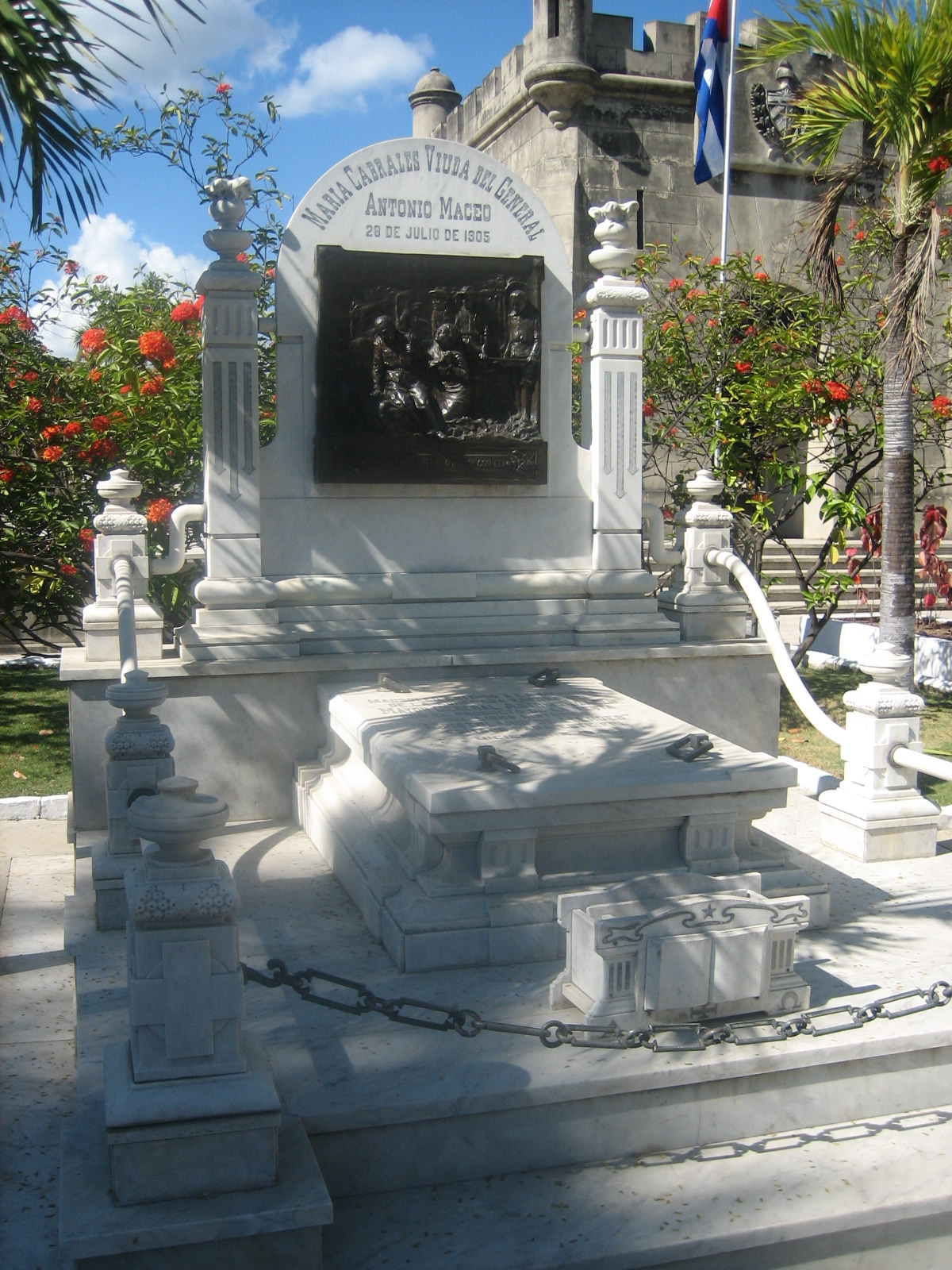
Grab der Witwe von Antonio Maceo

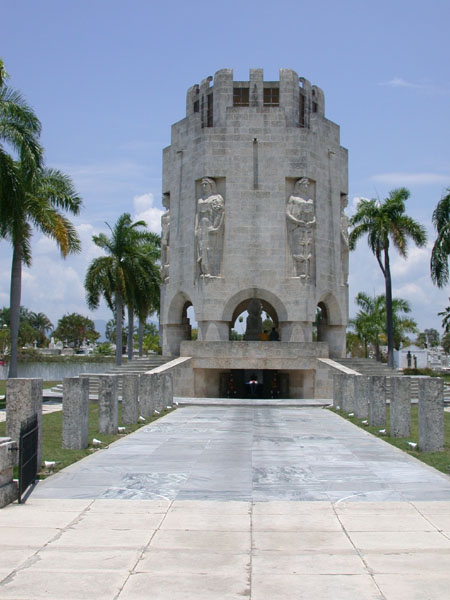
Grabmal von José Martí

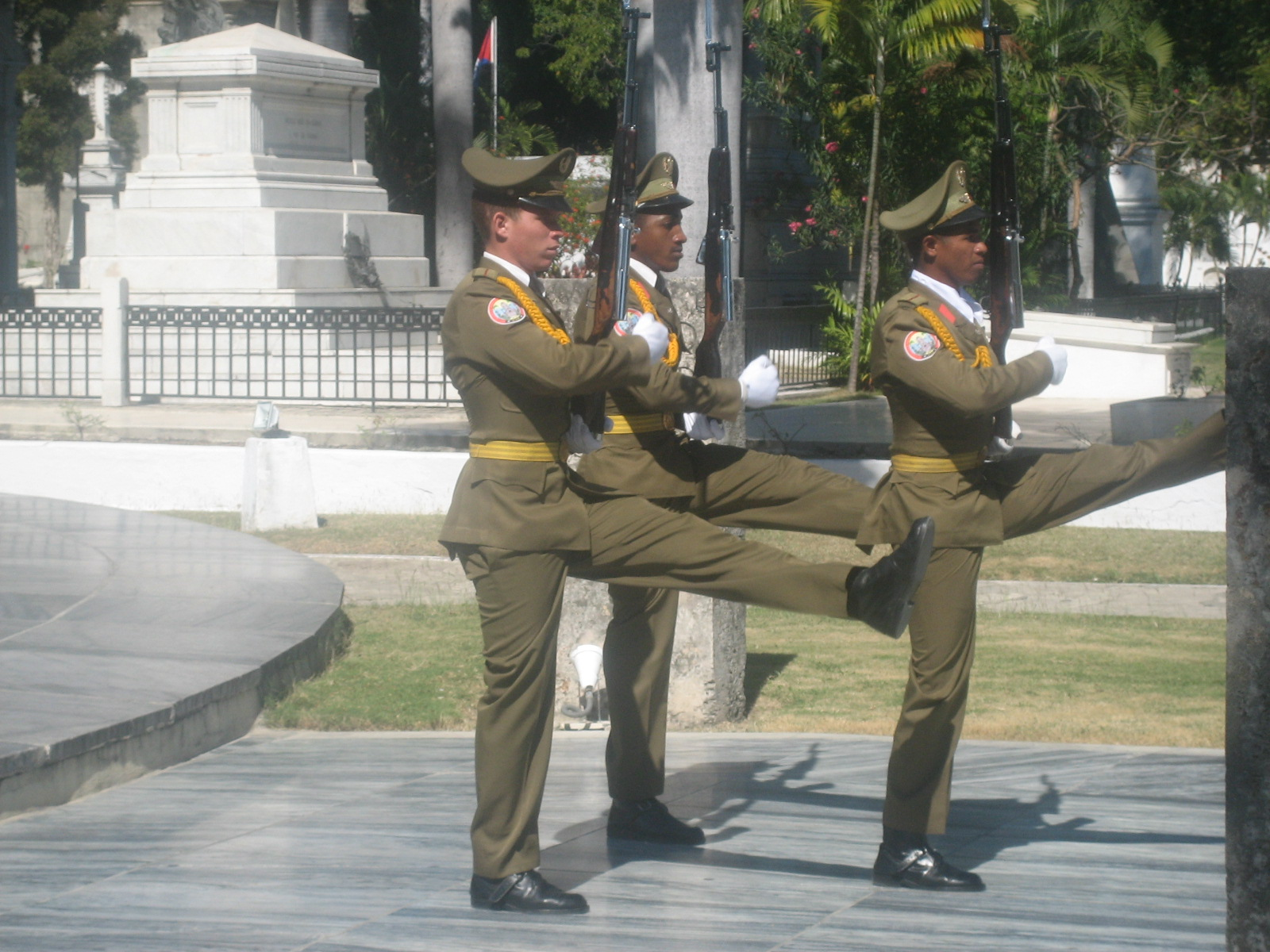
Wachwechsel am Mausoleum von José Martí

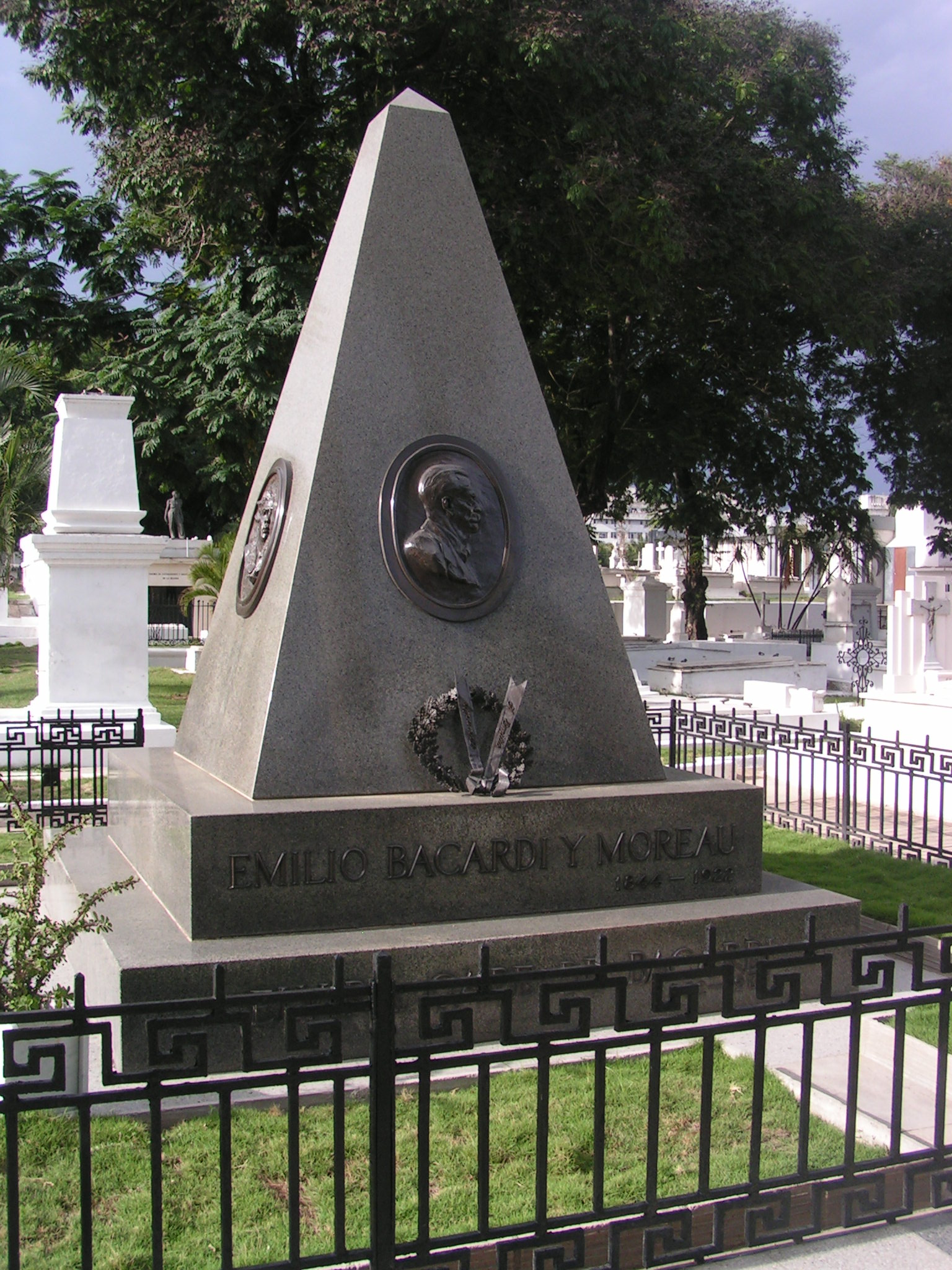
Grab von Emilio Bacardi Moreau

Öffentliche Telefone auf dem Cementerio Santa Ifigenia.

Der Cementerio Santa Ifigenia ist ein Friedhof in Santiago de Cuba, der 1868 eingeweiht wurde. 1937 wurde der Friedhof zum Nationaldenkmal Kubas erklärt, dies wurde 1979 durch die Revolutionsregierung bestätigt.
Auf ihm sind zahllose bekannte Persönlichkeiten, Mitglieder der Bacardi-Familie und Helden der Unabhängigkeitskriege und der Kubanischen Revolution beigesetzt.
Viele Grabmale bestehen aus Marmor oder teurem Granit und werden über Generationen hinweg genutzt.
Auf dem Friedhof befindet sich das Grabmal des Nationalhelden José Martí. Das 24 Meter hohe, aus weißem Kalkstein errichtete Mausoleum wurde nach Plänen des Architekten Jaime Benavent 1951 errichtet.

## Auswahl der beigesetzten Persönlichkeiten
- Emilio Bacardí Moreau
- Fidel Castro
- Carlos Manuel de Céspedes
- José Martí
- Frank País
- Compay Segundo